# Brachythecium hedbergii
Brachythecium hedbergii là một loài Rêu trong họ Brachytheciaceae. Loài này được P. de la Varde mô tả khoa học đầu tiên năm 1955.